# فوجیکاوا، یاماناشی
فوجیکاوا، یاماناشی (به لاتین: Fujikawa, Yamanashi) یک منطقهٔ مسکونی در ژاپن است که در Minamikoma District واقع شده‌است. فوجیکاوا ۱۱۱٫۹۸ کیلومتر مربع مساحت و ۱۶٬۰۰۹ نفر جمعیت دارد.